# Vinicius de Moraes
Marcus Vinícius da Cruz de Mello Moraes (Rio de Janeiro, 19 de outubro de 1913 – Rio de Janeiro, 9 de julho de 1980), mais conhecido como Vinicius de Moraes, foi um poeta, dramaturgo, jornalista, diplomata, cantor e compositor brasileiro.
Poeta essencialmente lírico, o que lhe renderia o apelido "Poetinha", que lhe teria atribuído Tom Jobim, notabilizou-se pelos seus sonetos. Conhecido como um boêmio inveterado, fumante e apreciador do uísque, era também conhecido por ser um grande conquistador.
O Poetinha casou-se por nove vezes ao longo de sua vida e suas esposas foram, respectivamente: Beatriz Azevedo de Melo (mais conhecida como Tati de Moraes), Regina Pederneiras, Lila Bôscoli, Maria Lúcia Proença, Nelita de Abreu, Cristina Gurjão, Gessy Gesse, Marta Rodrigues Santamaria (a Martita) e Gilda de Queirós Mattoso.
Sua obra é vasta, passando pela literatura, teatro, cinema e música. Ainda assim, sempre considerou que a poesia foi sua primeira e maior vocação, e que toda sua atividade artística deriva do fato de ser poeta. No campo musical, o Poetinha teve como principais parceiros Tom Jobim, Toquinho, Baden Powell, João Gilberto, Chico Buarque e Carlos Lyra.

## Juventude
Vinicius de Moraes nasceu em 1913 no bairro da Gávea, no Rio de Janeiro, filho de Clodoaldo Pereira da Silva Moraes, funcionário da Prefeitura, poeta e violinista amador, e Lydia Cruz de Moraes, pianista amadora. Vinícius é o segundo de quatro filhos, Lygia (1911), Laetitia (1916) e Helius (1918). Mudou-se com a família para o bairro de Botafogo em 1916, onde iniciou os seus estudos na Escola Primária Afrânio Peixoto. Desde então, já demonstrava interesse em escrever poesias. Em 1922, a sua mãe adoeceu e a família de Vinicius mudou-se para a Ilha do Governador, ele e sua irmã Lygia permanecendo com o avô, em Botafogo, para terminar o curso primário.
Vinicius de Moraes ingressou em 1924 no Colégio Santo Inácio, de padres jesuítas, onde passou a cantar no coral e começou a montar pequenas peças de teatro. Três anos mais tarde, tornou-se amigo dos irmãos Haroldo e Paulo Tapajós, com quem começou a fazer suas primeiras composições e a se apresentar em festas de amigos. Em 1929, concluiu o ginásio e no ano seguinte, ingressou na Faculdade de Direito do Catete, hoje Faculdade Nacional de Direito (UFRJ). Na chamada "Faculdade do Catete", conheceu e tornou-se amigo do romancista Otávio de Faria, que o incentivou na vocação literária. Vinicius de Moraes graduou-se em Ciências Jurídicas e Sociais em 1933.
Através de Otávio de Faria, começou a frequentar as reuniões da Ação Integralista Brasileira, movimento brasileiro de cunho nacionalista, na Livraria do Schmidt, chegando a se filiar ao mesmo. Participou inclusive de algumas instruções das Milícias Integralistas no Arsenal de Guerra do Caju. Em maio de 1937, publicou seu Soneto de Katherine Mansfield inédito na revista "Anauê!" n.º 15. Foi assinante de vários documentários Shell sobre o Integralismo.

## Carreira

### Diplomacia
Em 1936, obteve o emprego de censor cinematográfico junto ao Ministério da Educação e Saúde. Dois anos mais tarde, Vinicius de Moraes ganhou uma bolsa do Conselho Britânico para estudar língua e literatura inglesas na Universidade de Oxford. Em 1941, retornou ao Brasil empregando-se como crítico de cinema no jornal A Manhã. Tornou-se também colaborador da revista "Clima" e empregou-se no Instituto dos Bancários.
No ano seguinte, foi reprovado em seu primeiro concurso para o Ministério das Relações Exteriores (MRE). Em 1943, concorreu novamente e desta vez foi aprovado. Em 1946, assumiu o primeiro posto diplomático como vice-cônsul em Los Angeles. Com a morte do pai, em 1950, Vinicius de Moraes retornou ao Brasil. Nos anos 1950, Vinicius atuou no campo diplomático em Paris e em Roma, onde costumava realizar animados encontros na casa do escritor Sérgio Buarque de Holanda.
No final de 1968 foi afastado da carreira diplomática tendo sido aposentado compulsoriamente pelo Ato Institucional Número Cinco. O poeta estava em Portugal, apresentando uma série de espetáculos, alguns com Chico Buarque e Nara Leão, quando o regime militar emitiu o AI-5. O motivo apontado para o afastamento foi o seu comportamento boêmio que o impedia de cumprir as suas funções. Vinícius foi anistiado (post-mortem) pela Justiça em 1998. A Câmara dos Deputados aprovou em fevereiro de 2010 a promoção póstuma do poeta ao cargo de "ministro de primeira classe" do Ministério das Relações Exteriores - o equivalente a embaixador, que é o cargo mais alto da carreira diplomática. A lei foi publicada no Diário Oficial do dia 22 de junho de 2010 e recebeu o número 12 265.

### Carreira artística

#### Início
No fim da década de 1920, Vinicius de Moraes produziu letras para dez canções gravadas - nove delas parcerias com os Irmãos Tapajós. Seu primeiro registro como letrista veio em 1928, quando compôs (com Haroldo) "Loira ou Morena", gravado em 1932 pela dupla de irmãos. Vinicius teve publicado seu primeiro livro de poemas, O Caminho para a Distância, em 1933, e lançou outros livros de poemas nessa década. Foram também gravadas outras canções de sua autoria, como "Dor de uma Saudade" (composta com Joaquim Medina), gravada em 1933 por João Petra de Barros e Joaquim Medina, "O Beijo Que Você Não Quis Dar" (composta com Haroldo Tapajós) e "Canção da Noite" (composta com Paulo Tapajós), ambas gravadas em 1933 pelos Irmãos Tapajós e também "Canção para Alguém" (composta com Haroldo Tapajós), gravada pelos mesmos um ano depois.
Ainda na década de 1930, Vinicius de Moraes estabeleceu amizade com os poetas Manuel Bandeira, Mário de Andrade e Oswald de Andrade. Em sua fase considerada mística, ele recebeu o Prêmio Felipe D'Oliveira pelo livro Forma e Exegese, de 1935. No ano seguinte, lançou o livro Ariana, a Mulher.

#### Mudança de fase

Vinicius de Moraes, 1960. Arquivo Nacional.

Na década de 1940 suas obras literárias foram marcadas por versos em linguagem mais simples, sensual e excitante, por vezes, carregados de temas sociais. Vinicius de Moraes publicou os livros Cinco Elegias (1943), que marcou esta nova fase, e Poemas, Sonetos e Baladas (1946); obra ilustrada com 22 desenhos de Carlos Leão. Atuando como jornalista e crítico de cinema em diversos jornais, Vinicius lançou em 1947, com Alex Vianny, a revista Filme. Dois anos depois, publicou em Barcelona o livro Pátria Minha.
No âmbito político, depois de viajar ao Nordeste em 1942, na companhia do escritor estadunidense Waldo Frank, torna-se um antifascista convicto e passa a se influenciar por ideias comunistas.
De volta ao Brasil no início dos anos 1950, após servir ao Itamaraty nos Estados Unidos, Vinicius começou a trabalhar no jornal Última Hora, exercendo funções burocráticas na sede do Ministério das Relações Exteriores. Em 1953, Aracy de Almeida gravou "Quando Tu Passas Por Mim", primeiro samba de sua autoria. Escrita com Antônio Maria, a canção foi dedicada à esposa Tati de Moraes - e marcava também o fim do seu casamento. Ainda naquele ano, Vinícius foi para Paris como segundo secretário da embaixada brasileira. Aracy de Almeida também gravou "Dobrado de Amor a São Paulo" (outra parceria com Antônio Maria), em 1954.

#### Orfeu e o amigo Tom

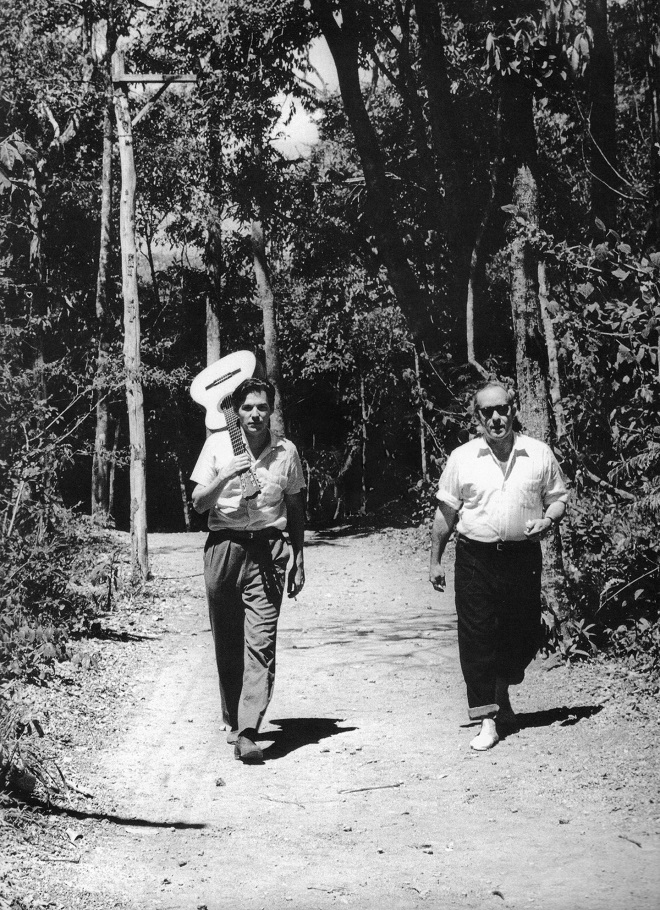
Antônio Carlos Jobim e Vinícius de Moraes, 1962.

Em 1954, Vinícius publica sua coletânea de poemas, Antologia Poética, mesmo ano que publica sua peça teatral Orfeu da Conceição, premiada no concurso do IV Centenário de São Paulo e publicada na revista Anhembi. Dois anos depois, quando Vinicius buscava alguém para musicar a peça, e aceitou a sugestão do amigo Lúcio Rangel para trabalhar com um jovem pianista, Antônio Carlos Brasileiro de Almeida Jobim, que na época tinha 29 anos e vivia da venda de músicas e arranjos nos inferninhos de Copacabana.
Do encontro entre Vinícius e Tom nasceria uma das mais fecundas parcerias da música brasileira, que a marcaria definitivamente. Os dois compuseram a trilha sonora, que incluía "Lamento no Morro", "Se Todos Fossem Iguais A Você", "Um Nome de Mulher", "Mulher Sempre Mulher" e "Eu e Você" e foram lançadas em disco por Roberto Paiva, Luiz Bonfá e Orquestra. A peça estreou no Teatro Municipal do Rio de Janeiro. Além destas canções, a dupla Vinicius e Tom compuseram, entre outros clássicos, "A Felicidade", "Chega de Saudade", "Eu sei que vou te amar", "Garota de Ipanema", "Insensatez", entre outras belas canções.
Entre 1957 e 1958, o diretor de cinema francês Marcel Camus filmou "Orfeu do Carnaval" no Rio de Janeiro, filme este que recebeu o nome de Orfeu Negro. Vinicius compôs para o filme "A Felicidade" e "O Nosso Amor". Um ano depois, o filme seria contemplado com a Palma de Ouro no Festival de Cinema de Cannes e o Oscar de melhor filme estrangeiro. Em 1957, teve sua carreira diplomática transferida para Montevidéu, onde permaneceu por três anos.

#### Bossa Nova

Vinicius de Moraes e Cyro Monteiro nos anos 1960.

O ano de 1958 marcaria o início de um dos movimentos mais importantes da música brasileira, a Bossa Nova. A pedra fundamental do movimento veio com o álbum "Canção do Amor Demais", gravado pela cantora Elizeth Cardoso. Além da faixa-título, o antológico LP contava ainda com outras canções de autoria da dupla Vinicius e Tom, como "Luciana", "Estrada Branca", "Outra Vez" e "Chega de Saudade", em interpretações vocais intimistas.
"Chega de Saudade" foi uma canção fundamental daquele novo movimento, especialmente porque o álbum de Elizeth contou com a participação de um jovem violonista, que com seu inovador modo de tocar o violão, caracterizado por uma nova batida, marcaria definitivamente a bossa nova e a tornaria famosa no mundo inteiro a partir dali. O nome deste violonista é João Gilberto. A importância do disco "Canção do Amor Demais" é tamanha que ele é tido como referência por muitos artistas.
Várias das composições de Vinicius foram gravadas na metade final daquela década por outros artistas. Joel de Almeida gravou "Loura ou Morena" (1956). No ano seguinte, Aracy de Almeida gravou "Bom Dia, Tristeza" (composta com Adoniran Barbosa), Tito Madi gravou "Se Todos Fossem Iguais A Você", Bill Farr gravou "Eu Não Existo Sem Você", Agnaldo Rayol gravou "Serenata do Adeus" e Albertinho Fortuna gravou "Eu Sei Que Vou Te Amar". "O Nosso Amor" e "A Felicidade" foram duas das canções mais lançadas no final daquela década. A primeira foi gravada por Lueli Figueiró e Diana Montez, ambas em 1959. Já a segunda foi lançada por Lueli Figueiró, Lenita Bruno, Agostinho dos Santos e João Gilberto.
Servindo ao Itamaraty em Montevidéu desde 1957, Vinicius de Moraes deixaria a embaixada brasileira no Uruguai somente em 1960. Suas canções continuaram sendo gravadas por muitos artistas no início da década de 1960. Foram lançadas "Janelas Abertas" (composta com Tom Jobim), por Jandira Gonçalves, e "Bate Coração", (composta com Antônio Maria), por Marianna Porto de Aragão, cantora cultuada na época como uma das vozes mais poderosas de toda uma geração de cantoras.

#### Novas parcerias

Vinicius de Moraes e Ronnie Von (1967). Arquivo Nacional.

Maria Bethânia e Vinicius de Moraes, 1972. Arquivo Nacional.

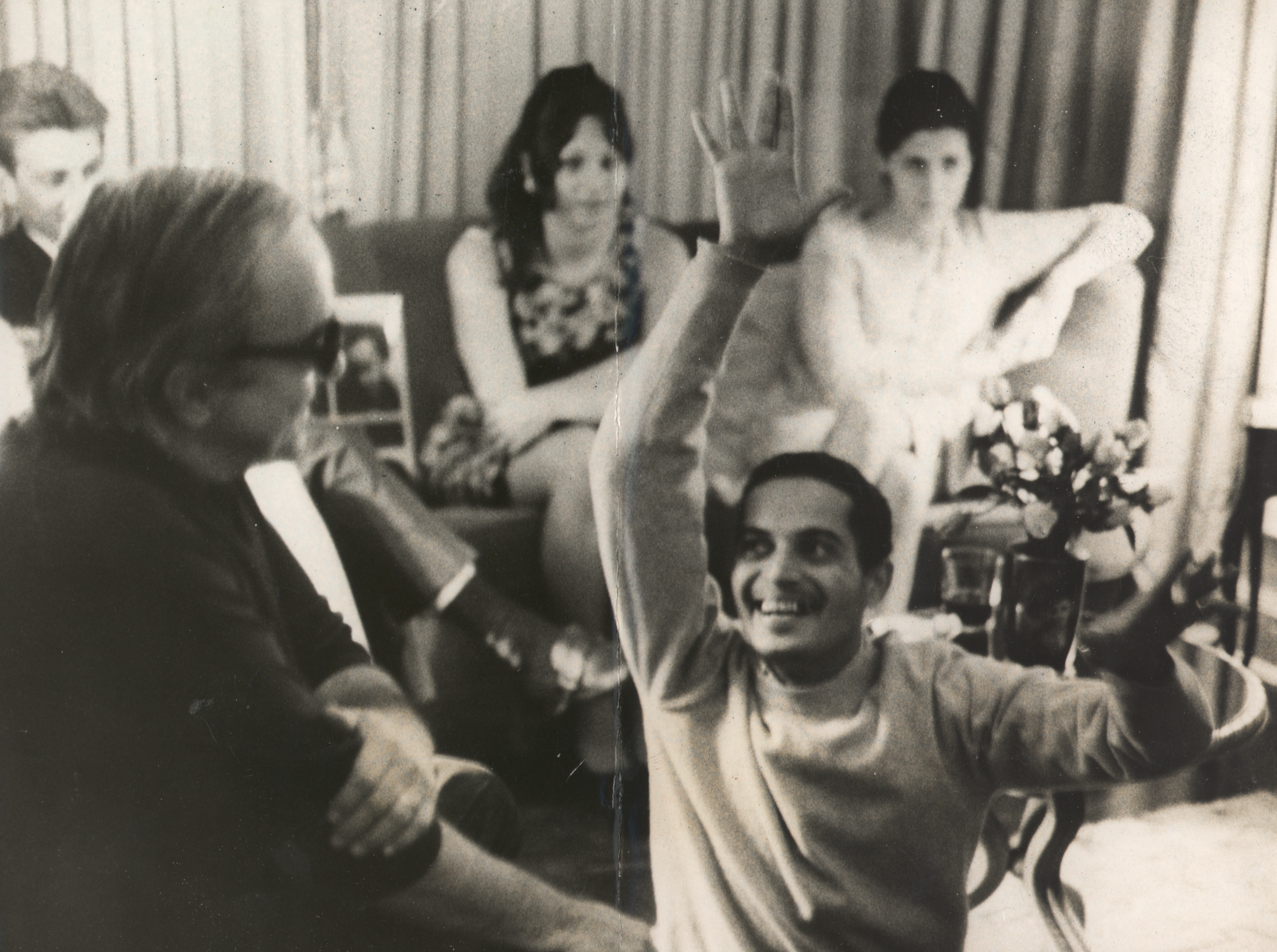
Vinicius de Moraes e Baden Powell no Teatro da Praia, 1972.

No ano seguinte, Vinicius registrou pela primeira vez sua voz, em um álbum contendo os sambas "Água de Beber" e "Lamento no Morro", novamente parcerias com Tom Jobim. O poeta teria também um novo parceiro naquele período, o cantor, compositor e violonista Carlos Lyra. Com ele, Vinicius iria compor clássicos como "Você e Eu", "Coisa Mais Linda", "A Primeira Namorada" e "Nada Como Te Amar". Ainda em 1961, o Teatro Santa Rosa foi inaugurado no Rio de Janeiro com "Procura-se uma rosa", peça de autoria de Vinicius, Pedro Bloch e Gláucio Gil - filmada depois pelo cinema italiano com o nome de "Una Rosa per Tutti" (o longa-metragem foi rodado no Rio e estrelado por Claudia Cardinale).
Em 1962, a Banda do Corpo de Bombeiros fluminense gravou "Serenata do Adeus", um ano após gravarem "Rancho das Flores", marcha-rancho com versos do poeta sobre tema de Jesus, Alegria dos Homens, de Johann Sebastian Bach. Ainda naquele ano, enquanto "Canção da Eterna Despedida" (composta com Tom Jobim) "Em Noite de Luar" (composta com Ary Barroso) foram gravadas por Orlando Silva e Ângela Maria, respectivamente, Vinicius de Moraes publicou três livros: Antologia Poética, Procura-se Uma Rosa e Para Viver Um Grande Amor.
Com Pixinguinha, compôs a trilha sonora do filme Sol sobre a Lama, de Alex Vianny, escrevendo as letras para os chorinhos "Lamento" e "Mundo Melhor". Também naquele período, nasceu a parceria com o compositor e violonista Baden Powell. Desta, resultariam inúmeros sucessos, como "Apelo", "Canção de Amor", "Canto de Ossanha", "Formosa", "Mulher Carioca", "Paz", "Pra Que Chorar", "it:Samba da Bênção", "it:Samba Em Prelúdio", "Só Por Amor", "Tem Dó", "Tempo Feliz", entre outras.
Em agosto de 1962, com Tom Jobim, João Gilberto e o grupo Os Cariocas, Vinicius de Moraes participou de "Encontro", um dos mais importantes concertos da bossa nova e realizado na boate "Au Bon Gourmet", no Rio de Janeiro. Neste show, foram lançadas clássicos da música popular brasileira como "Ela é Carioca", "Garota de Ipanema", "Insensatez", "Samba do Avião" e "Só Danço Samba". Naquela mesma casa noturna foi montada "Pobre Menina Rica", mais uma peça do poeta, cuja trilha sonora trazia canções como "Sabe Você", "Primavera" e "Samba do Carioca" (lançando a cantora Nara Leão), ambas parcerias com Carlos Lyra. Ainda naquele ano, Vinicius comporia com Lyra "Marcha da quarta-feira de cinzas" e "Minha Namorada".
Várias daquelas seriam gravadas em 1963. Jorge Goulart gravou "Marcha da Quarta-feira de Cinzas", Elizeth Cardoso gravou "Mulher Carioca" e "Menino Travesso" (composta com Moacir Santos), Elza Soares gravou "Só Danço Samba", Pery Ribeiro e o Tamba Trio gravaram "Garota de Ipanema" e Jair Rodrigues gravou "O Morro Não Tem Vez" (composta com Tom Jobim).
Naquele mesmo período, Vinicius de Moraes lançou com a atriz Odete Lara seu primeiro álbum: Vinicius e Odete Lara. Com arranjos e regência do poeta Moacir Santos, o LP continha canções da parceria com Baden Powell, como "Berimbau", "Mulher Carioca", "Samba em Prelúdio" e "Só por Amor", entre outras. Ainda em 1963, o selo Copacabana lançou o álbum "Elizeth Interpreta Vinicius", contendo as parcerias do poetinha com Baden Powell, Moacir Santos (e arranjos deste), Nilo Queiroz e Vadico.

#### Retorno ao Brasil

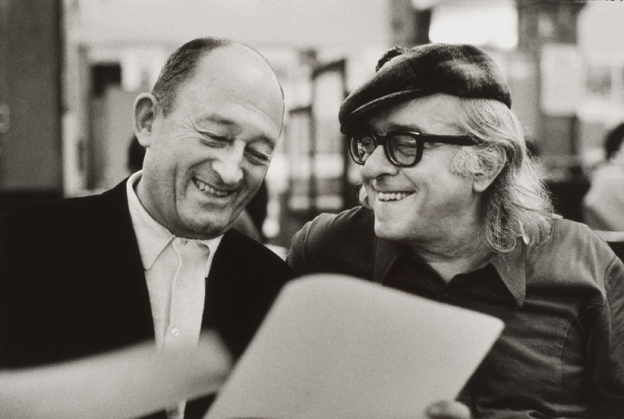
Vinicius com o poeta francês Pierre Seghers.

Em 1964, Vinicius retornou ao Brasil e logo se apresentou na boate "Zum Zum", ao lado de Dorival Caymmi, Quarteto em Cy e o Conjunto de Oscar Castro Neves. O concerto teve grande repercussão nos meios artísticos e foi lançado em LP pelo selo Elenco, contendo composições como "Bom-dia, Amigo" (parceria com Baden Powell), "Carta ao Tom", "Dia da Criação" e "Minha Namorada" (parcerias com Carlos Lyra), e "Adalgiza", "...Das Rosas", "História de Pescadores" e "Saudades da Bahia" (parcerias com o cantor, compositor e violonista Dorival Caymmi).
Duas canções de Vinicius de Moraes concorreram, em 1965, o I Festival Nacional de Música Popular Brasileira (da extinta TV Excelsior). "Arrastão" (composta com Edu Lobo), defendida por Elis Regina, ficou com o primeiro lugar, e "Valsa do Amor que Não Vem" (parceria com Baden Powell), defendida por Elizeth Cardoso, ficou com o segundo lugar. Também com o arranjador, cantor e instrumentista Edu Lobo, Vinicius compôs "Zambi" e "Canção do Amanhecer" - canções que se engajaram no clima de protesto da época e foram apresentadas em projetos do Centro Popular de Cultura da União Nacional dos Estudantes (UNE). Por um breve período, Vinicius foi designado para trabalhar na delegação do Brasil junto à UNESCO, na Europa. O poeta também trabalhou com o diretor Leon Hirszman no roteiro do filme Garota de Ipanema, voltou a se apresentar no Zum Zum com Dorival Caymmi e lançou o livro "Cordélia e o Peregrino".
Ainda em 1965, o Teatro Municipal de São Paulo foi o palco de uma homenagem para o poetinha, com o show Vinicius: Poesia e Canção, espetáculo que contou com a participação da Orquestra Sinfônica do Estado de São Paulo (sob a regência do maestro Diogo Pacheco). As composições apresentadas receberam arranjos dos maestros Guerra Peixe, Radamés Gnattali, Luís Eça, Gaya e Luís Chaves e contou com intérpretes com Carlos Lyra, Edu Lobo, Suzana de Morais, Francis Hime, Paulo Autran, Cyro Monteiro e Baden Powell. Quando o poeta terminou a apresentação de "Se Todos Fossem Iguais A Você", a plateia respondeu com dez minutos ininterruptos de aplausos.
Em 1966, foi lançado o álbum Os Afro-Sambas, com suas composições em parceria com Baden Powell. Constam do repertório do disco "Canto de Ossanha", "Canto de Xangô", "Canto de Iemanjá" e "Lamento de Exu", entre outras, além da participação de Powell tocando violão. Naquele mesmo período, Vinicius participou do concerto Pois É, no Teatro Opinião, ao lado de Maria Bethânia e Gilberto Gil. No espetáculo dirigido pelo arranjador, compositor, maestro e pianista Francis Hime, o público carioca conheceu pela primeira vez as canções de Gilberto Gil. Ainda naquele ano, lançou o livro de crônicas Para Uma Menina Com Uma Flor e também foi convidado a participar do júri do Festival de Cannes. Na ocasião, descobriu que sua canção "Samba da Bênção" havia sido utilizada, sem os devidos créditos, na trilha sonora do filme Um Homem e Uma Mulher, do diretor francês Claude Lelouch, vencedor do festival. Após uma ameaça de processo, a obra de Lelouch creditou a canção de Vinicius.
O ano de 1967 marcou a estreia do filme Garota de Ipanema, baseado no sucesso homônimo de Vínicius e Tom Jobim. É a canção brasileira mais conhecida no mundo depois de "Aquarela do Brasil" (de Ary Barroso). Ainda naquele período, Vinícius organizou um festival de artes em Ouro Preto e excursionou para a Argentina e o Uruguai.

#### Aposentadoria compulsória

Vinicius de Moraes, 1973. Arquivo Nacional.

Em 1968, Vinicius de Moraes participou de shows em Lisboa, na companhia de Chico Buarque e Nara Leão. Também naquele ano, a convite do crítico Ricardo Cravo Albin, Vinicius prestou histórico depoimento para o Museu da Imagem e do Som (de onde era membro do Conselho Superior de MPB).
Mas o ano de 1968 marcou o fim da carreira diplomática de Vinicius de Moraes. Após 26 anos de serviços prestados ao MRE, Vinicius foi aposentado pelo Ato Institucional Nº 5, criado pela ditadura militar brasileira, fato que o magoou profundamente. No dia em que o ato era editado, Vinicius encontrava-se em Portugal onde realizava um concerto com Baden Powell. Ele ficou sabendo da medida por meio de jornalistas que o procuraram para comentários após o almoço, quando Vinicius apreciava tirar sestas. Frente ao novo paradigma que se instalava em sua terra natal, Vinicius considerou exilar-se, suicidar-se ou contatar colegas no Rio. Na apresentação seguinte com Baden, Vinicius declamou seu poema "Minha pátria" enquanto o parceiro dedilhava o Hino Nacional Brasileiro em seu violão.
Após este espetáculo, estudantes salazaristas estavam aglomerados na porta do teatro para protestar contra o poeta. Avisado disto e aconselhado a se retirar pelos fundos do teatro, o poetinha preferiu enfrentar os protestos e, parando diante dos manifestantes, começou a declamar "Poética I" ("De manhã escureço/De dia tardo/De tarde anoiteço/De noite ardo"). Então, um dos jovens tirou a capa do seu traje acadêmico e a colocou no chão para que Vinicius pudesse passar sobre ela — ato imitado pelos outros estudantes e que, em Portugal, é uma forma tradicional de homenagem acadêmica.
Segundo entrevista publicada pela Veja em 12 de janeiro de 2000, o ex-presidente João Figueiredo explicou as reais causas da demissão do poeta do Itamaraty: "Ele até diz que muita gente do Itamaraty foi cassada ou por corrupção ou por pederastia. É verdade. Mas no caso dele foi por vagabundagem mesmo. Eu era o chefe da Agência Central do Serviço e recebíamos constantemente informes de que ele, servindo no consulado brasileiro de Montevidéu, ganhando 6 000 dólares por mês, não aparecia por lá havia três meses. Consultamos o Ministério das Relações Exteriores, que nos confirmou a acusação. Checamos e verificamos que ele não saía dos botequins do Rio de Janeiro, tocando violão, se apresentando por aí, com copo de uísque do lado. Nem pestanejamos. Mandamos brasa." O memorando de fato dizia "demita-se esse vagabundo". Contudo, os militares reconheceram o valor de sua obra e sequer mencionaram suas posições políticas no documento.
A reabilitação ao corpo diplomático brasileiro só ocorreu trinta anos depois de sua morte por meio da Lei 12 265 de 21 de junho de 2010. Em cerimônia no Palácio do Itamaraty, Vinicius de Moraes foi elevado ao cargo de ministro de primeira classe, cargo frequentemente associado ao de embaixador.
Em 1969, Vinicius de Moraes publicou o livro Obra Poética e se apresentou ao lado de Maria Creuza e Dorival Caymmi em Punta del Este. O poetinha também fez recital na Livraria Quadrante, em Lisboa, apresentando, entre outros, os poemas "A Uma Mulher", "O Falso Mendigo", "Sob o Trópico de Câncer" (no qual trabalhou durante nove anos) e "Soneto da Intimidade". O evento foi gravado ao vivo e lançado em LP pelo selo Festa. Ainda naquele ano, Vinicius fez apresentações em Buenos Aires, ao lado de Caymmi, Baden Powell, Quarteto em Cy e Oscar Castro Neves.

#### Parceria com Toquinho
Naquele mesmo período, iniciou suas primeiras composições com um novo parceiro, o violonista Toquinho. Desta parceria, viriam clássicos como "Como Dizia o poeta", "Tarde em Itapoã" e "Testamento". Em 1970, Vinicius se apresentou na casa de espetáculo carioca Canecão, com o parceiro Tom Jobim, o violonista Toquinho e a cantora Miúcha. O show, que relembrou a trajetória do poeta, ficou quase um ano em cartaz devido ao grande sucesso obtido. Outra apresentação marcante de Vinícius de Moraes, ao lado de Toquinho e da cantora Maria Creuza, foi na cidade argentina de Mar del Plata, na boate La Fusa. O concerto resultaria no LP ao vivo Vinicius En La Fusa, uma das mais belas joias gravadas ao vivo da música brasileira.
No ano seguinte, Vinicius voltou à Fusa para gravar um novo LP ao vivo, também com Toquinho, mas desta vez com a cantora Maria Bethânia nos vocais. Neste álbum estão presentes canções com "A Tonga da Mironga do Kabuletê", "Testamento" e "Tarde em Itapoã". Também em 1971, assinou com Chico Buarque, sobre antigo choro de Garoto, a canção "Gente Humilde", grande sucesso gravada pelo próprio Chico e, pouco depois, por Ângela Maria.

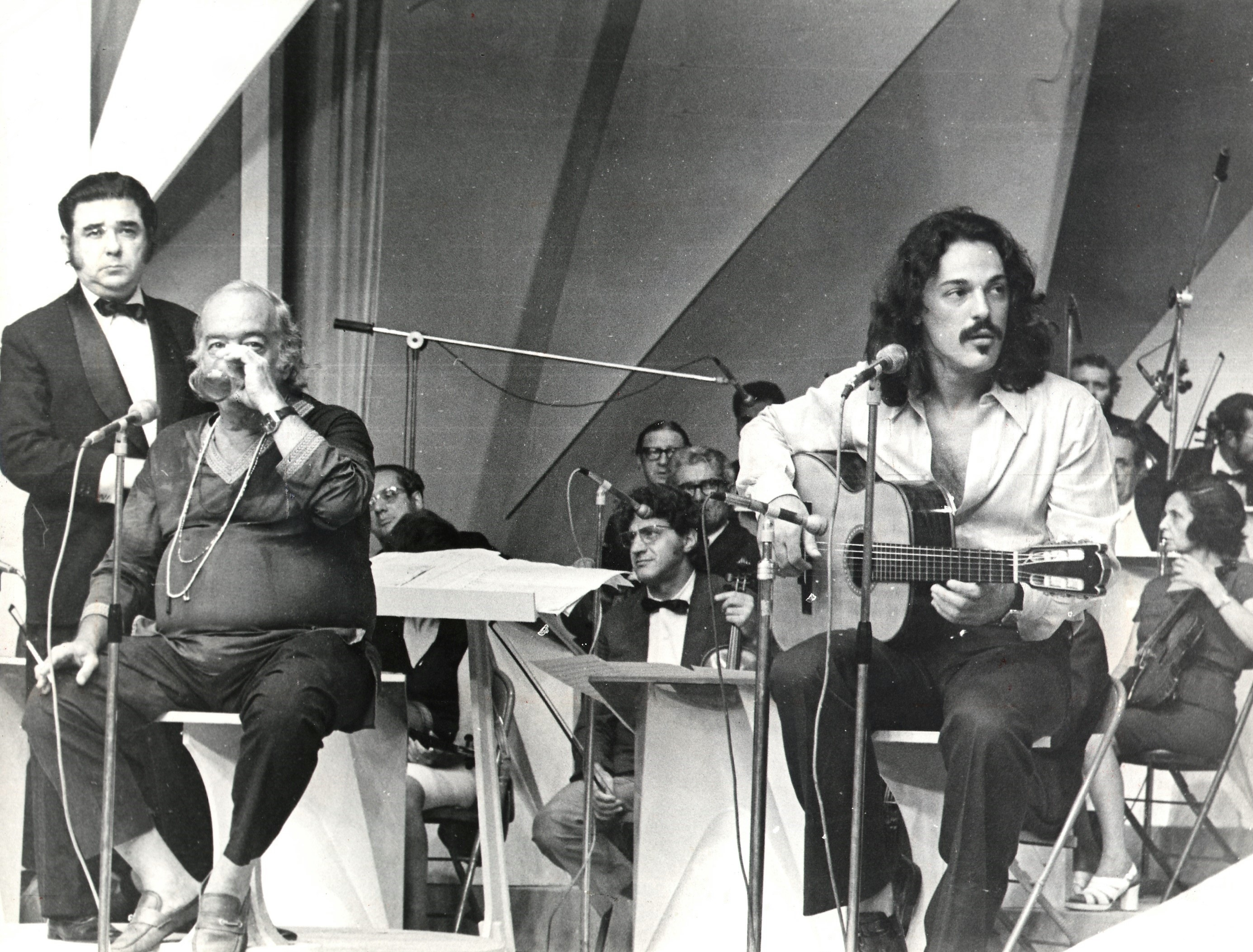
Vinicius de Moraes e Toquinho em 1973.

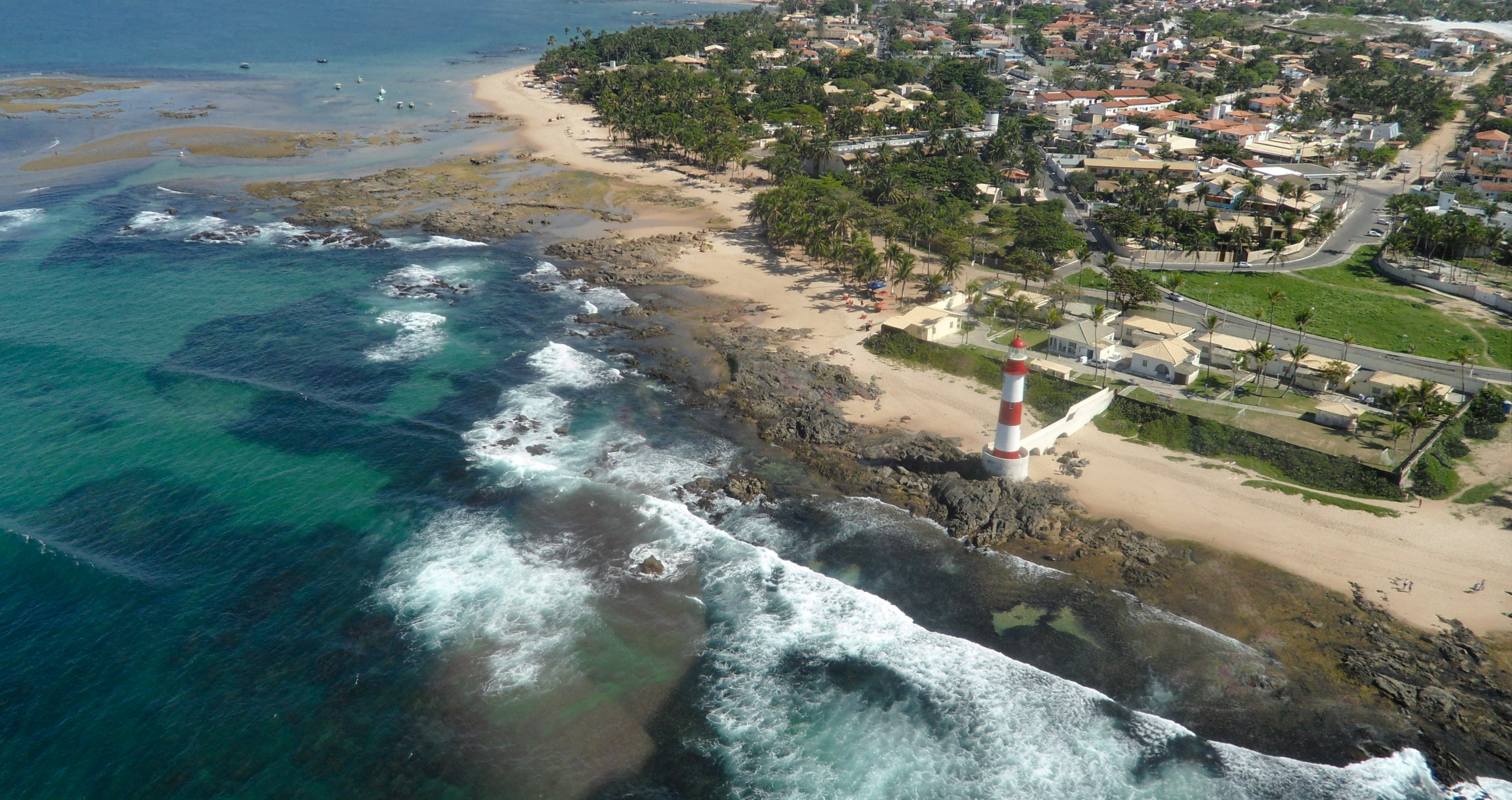
Praia de Itapuã, em Salvador, onde Vinícius residiu e compôs algumas de suas canções com Toquinho.

A popularidade de Vinicius e de outros brasileiros na Argentina naquela época era tamanha que alguns nacionalistas bolaram uma teoria da conspiração segundo a qual Vinicius, Maria Creuza, Roberto Carlos e Altemar Dutra lideravam um tal de "Plano Macumba", por meio do qual planejariam a conquista cultural do país vizinho.
A parceria Vinicius/Toquinho excursionou por várias cidades brasileiras e também pelo exterior. Ainda em 1971, a dupla lançou seu primeiro LP de estúdio, com destaque para "Maria Vai com as Outras", "Morena Flor", "A Rosa Desfolhada" e "Testamento". Em 1972, eles lançaram o álbum "São Demais os Perigos Dessa Vida", contendo - além da faixa-título - grandes sucessos como "Cotidiano nº 2", "Para Viver Um Grande Amor" e "Regra três". Com Toquinho, também compôs a trilha sonora da telenovela "Nossa Filha Gabriela" (da extinta TV Tupi), registrada em disco naquele mesmo ano. No ano seguinte, a dupla se apresentou no show "O Poeta, a Moça e o Violão", com a cantora Clara Nunes no Teatro Castro Alves, em Salvador.
Em 1973, junto com Toquinho, é convidado pelo diretor da TV Globo, Daniel Filho, a compor a trilha sonora nacional da telenovela O Bem-Amado. A novela, escrita por Dias Gomes, e as músicas são um imenso sucesso, tornando-se marcos na teledramaturgia brasileira.
Em 1974, Vinicius e Toquinho compuseram "As Cores de Abril" e "Como É Duro Trabalhar", ambas incluídas na trilha sonora da novela Fogo Sobre Terra, da Rede Globo. Naquele mesmo ano, a parceria lançou o álbum Toquinho, Vinicius e Amigos. O disco teve as participações de Maria Bethânia (em "Apelo" e "Viramundo"), Cyro Monteiro ("Que Martírio" e "Você Errou", últimas gravações deste cantor), Maria Creuza ("Tomara" e "Lamento no Morro"), Sergio Endrigo ("Poema Degli Occhi" e "La Casa") e Chico Buarque ("Desencontro"). Ainda naquele ano, a dupla lançou "Vinicius e Toquinho", quarto álbum de estúdio da parceria, que trazia composições de autoria deles, como "Samba do Jato", "Sem Medo" e "Tudo Na Mais Santa Paz", e ainda "Samba pra Vinicius", homenagem ao poetinha de Toquinho e Chico Buarque, que fez uma participação especial no disco.
Em 1975, Vinicius de Moraes lançou o álbum "O Poeta e o Violão". Gravado em Milão, o LP teve a participação especial dos maestros Bacalov e Bardotti. No mesmo ano, a gravadora Philips lançou o álbum "Vinicius e Toquinho". Deste LP, destaca-se "Onde Anda Você" - parceria com Hermano Silva e que alcançou grande sucesso. Ainda naquele ano, Vinicius lançou o livro de poemas infantis A Arca de Noé. Foram lançados no ano seguinte os álbuns Ornella Vanoni, Vinicius de Moraes e Toquinho - La voglia, la pazzia, l'incoscienza e l'allegria e Deus lhe Pague - este com as composições da parceria Vinicius e Edu Lobo.
Vinicius teve publicado, em 1977, o livro O Breve Momento, com 15 serigrafias de Carlos Leão. Naquele ano, o selo Philips lançou o álbum "Antologia Poética", uma seleção da obra poética do poetinha e que teve a participação especial de Tom Jobim, Francis Hime e Toquinho. A gravadora Som Livre disponibilizou no mercado o LP Tom, Vinicius, Toquinho e Miúcha - Ao Vivo no Canecão. Em 1978 foi lançado o álbum Vinicius e Amália, gravado em Lisboa com a cantora portuguesa Amália Rodrigues. Naquele mesmo ano, foi editado o álbum "10 Anos de Toquinho e Vinicius" - uma coletânea de uma década de trabalhos da dupla. Em 1980 foi lançado o álbum Arca de Noé, que trouxe diversos intérpretes para as composições infantis do poeta, musicadas a partir do livro homônimo. O disco gerou um especial infantil na Rede Globo, naquele mesmo ano.

### Morte e legado

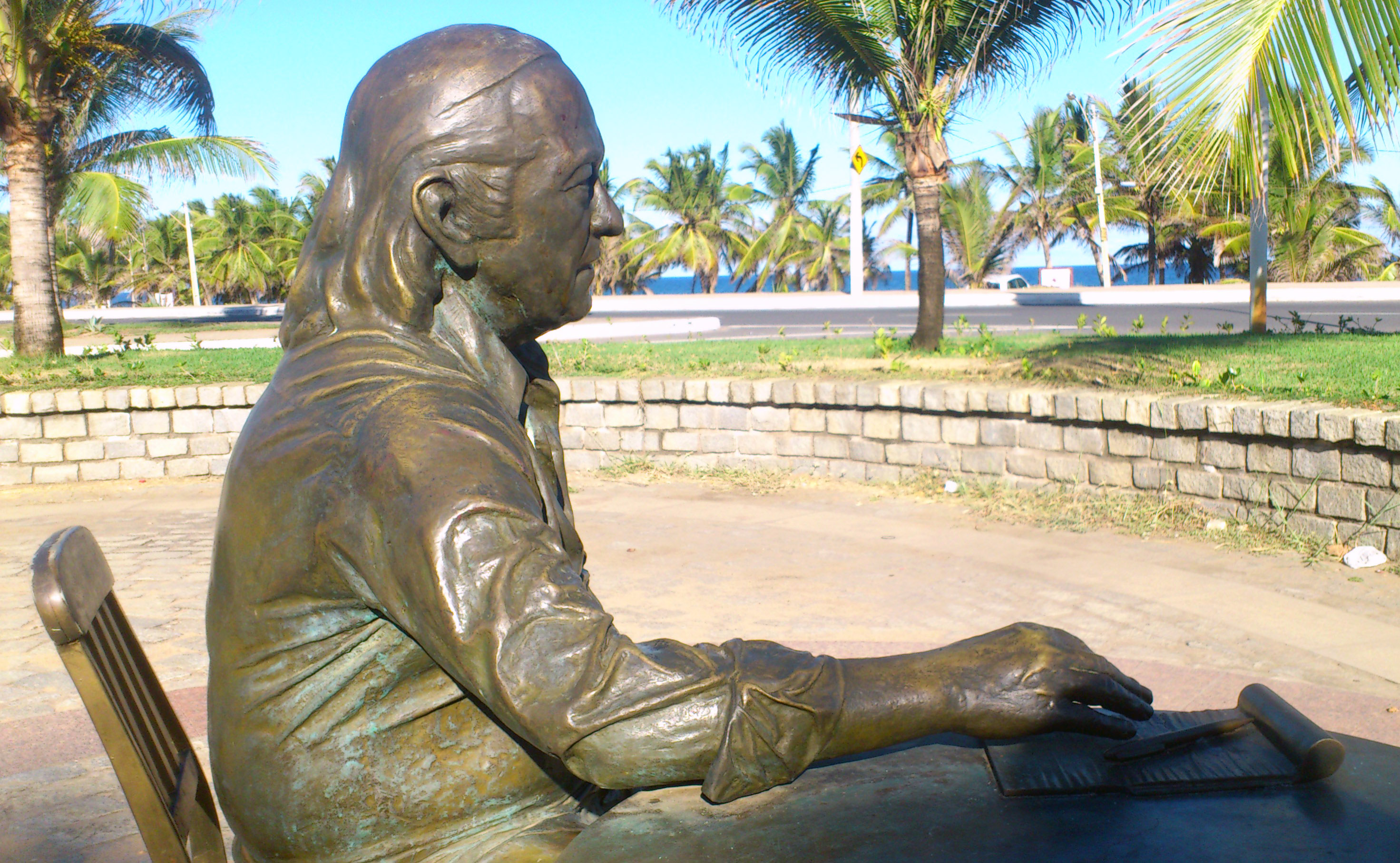
Escultura Vinícius de Moraes no Farol de Itapuã, Salvador, Bahia.

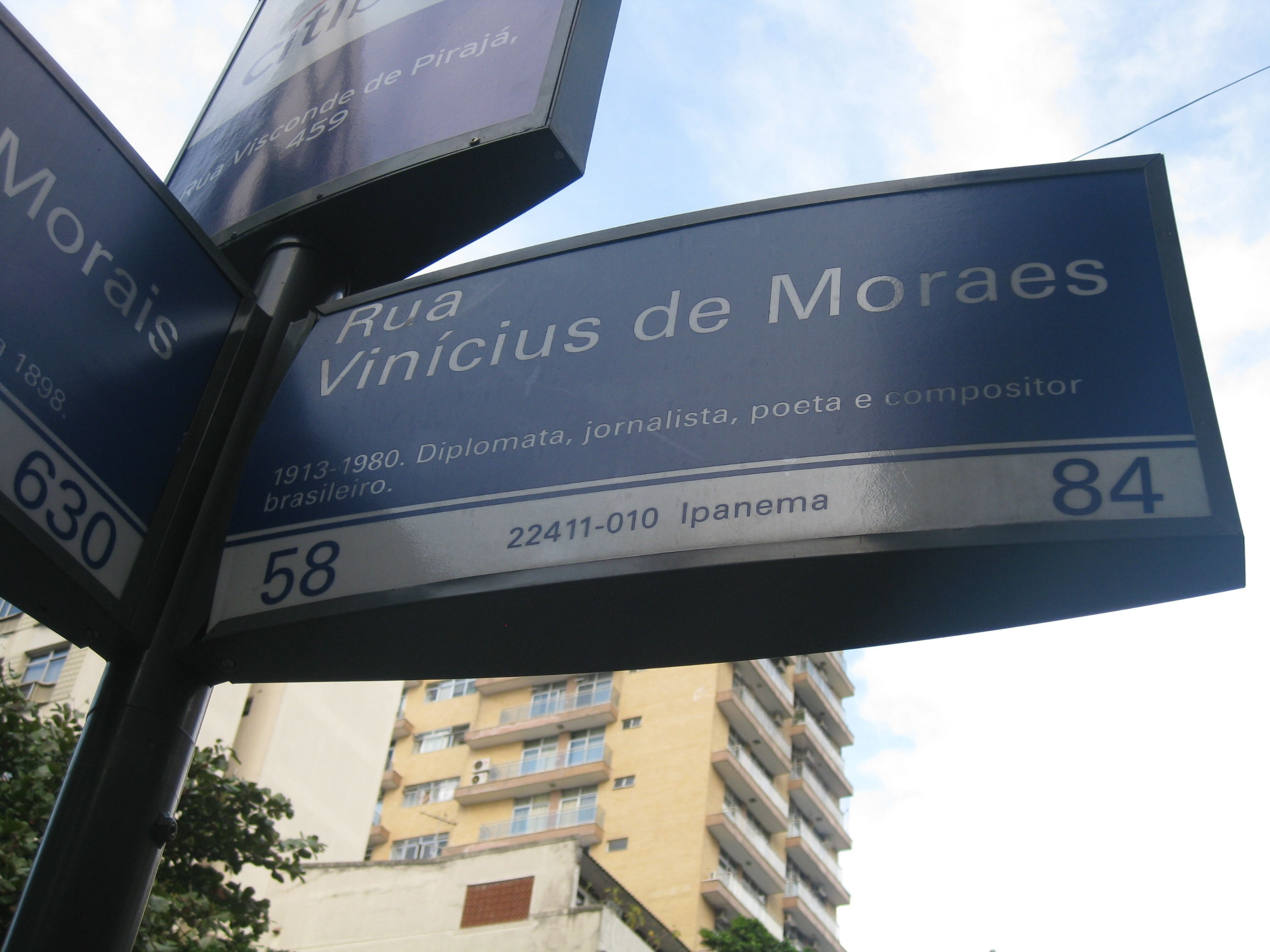
Rua Vinícius de Moraes no Rio.

Na madrugada de 9 de julho de 1980, Vinicius de Moraes começou a se sentir mal na banheira da casa onde morava, na Gávea, vindo a morrer pouco depois. O poeta passou o dia anterior com o parceiro e amigo Toquinho, com quem planejava os últimos detalhes do volume 2 do álbum "Arca de Noé". Foi sepultado no Cemitério de São João Batista no Rio de Janeiro.
Mesmo após a morte, a obra musical de Vinicius manteve-se prestigiada na música brasileira. Foram lançados os álbuns Toquinho, Vinicius e Maria Creuza - O Grande Encontro (1988) e A História dos Shows Inesquecíveis - Poeta, Moça e Violão: Vinicius, Clara e Toquinho (1991), além de terem sido lançados livros sobre o poeta, como Vinicius de Moraes - Livro de Letras (1993), de José Castello, Vinicius de Moraes (1995), também de José Castello, "Vinicius de Moraes" (1997), de Geraldo Carneiro (uma edição ampliada do livro publicado em 1984). Ainda em 1993, Almir Chediak editou os três volumes do Songbook Vinicius de Moraes.
Por ocasião dos vinte anos da morte do poeta, em 2000, a Praia de Ipanema foi o palco de um show em homenagem a Vinicius, que contou com a participação da Orquestra Sinfônica Brasileira, Roberto Menescal, Wanda Sá, Zimbo Trio, Os Cariocas, Emílio Santiago e Toquinho, interpretando composições de sua autoria.
Em 2003, ano em que o poeta completaria seu 90º aniversário, foram lançados vários projetos em tributo à sua criação artística. Também foi lançado o website oficial de Vinicius.
Em 2005, Garota de Ipanema foi escolhida como uma das 50 grandes obras musicais da Humanidade pela Biblioteca do Congresso Americano. Ainda em 2005, estreou, na abertura da sétima edição do Festival do Rio, o documentário Vinicius, dirigido por Miguel Faria Jr. e produzido por Suzana de Moraes, filha do poeta, com a participação de Chico Buarque, Carlos Lyra, Caetano Veloso, Maria Bethânia, Adriana Calcanhoto, Mariana de Moraes e Olívia Byington, entre outros convidados. A trilha sonora do filme foi lançada em CD.
Em 2006, foi lançada a caixa "Vinicius de Moraes & Amigos", com cinco álbuns do poetinha, contendo 70 canções compiladas de fonogramas gravados por vários intérpretes e pelo próprio Vinicius (solo ou em dueto. A caixa incluiu ainda um livreto com a biografia do homenageado e as letras de todas as canções.
Em 2011, a escola Império Serrano falou sobre ele com o enredo: "A Benção, Vinicius".